# Oczeret amerykański
Oczeret amerykański (Schoenoplectus americanus) – gatunek roślin z rodziny ciborowatych (Cyperaceae Juss.). Rośnie w Ameryce Północnej i Południowej. Na pojedynczych stanowiskach występuje także w Europie. W Polsce rósł na kilku stanowiskach na Pomorzu. Prawdopodobnie wyginął.

## Morfologia

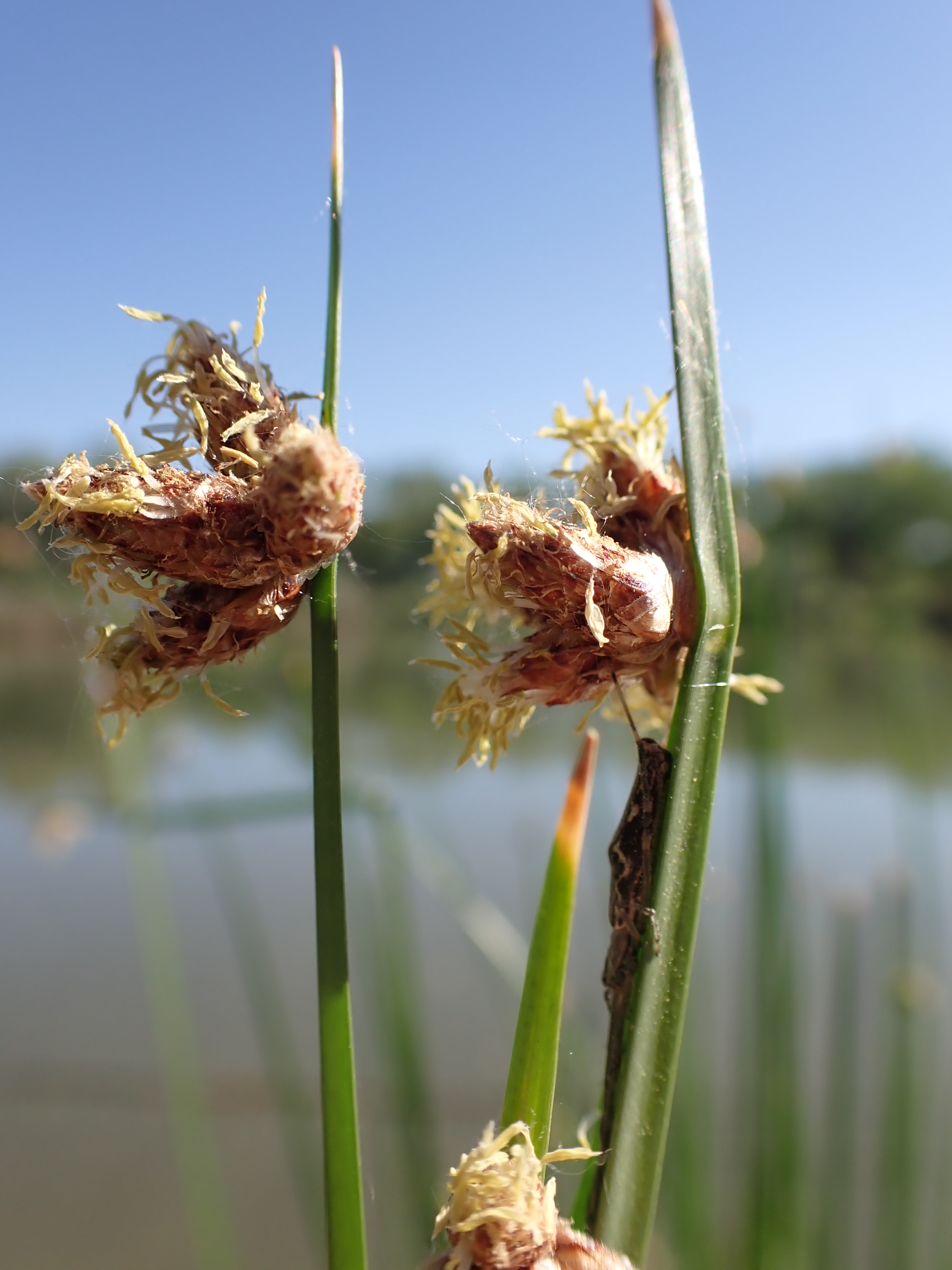
Kwiatostan

ŁodygaTrójkanciasta, do 1 m wysokości.
Liście1-2 górne liście blaszkowe.
KwiatyZebrane w 3-5 kłosów do 1 cm długości, te z kolei zebrane w główkę. Podsadka wyprostowana. Przysadki orzęsione, wycięte na szczycie. Słupek z dwoma znamionami.
OwocCzarny orzeszek długości do 3 mm.

## Biologia i ekologia
Bylina, hemikryptofit. Rośnie na wilgotnych łąkach i w szuwarach. Kwitnie od lipca do sierpnia. Liczba chromosomów 2n = 78.

## Zagrożenia
Kategorie zagrożenia gatunku:
- Kategoria zagrożenia w Polsce według Czerwonej listy roślin i grzybów Polski (2006)[8]: Ex (wymarły); 2016: RE (wymarły na obszarze Polski)[9].
- Kategoria zagrożenia w Polsce według Polskiej czerwonej księgi roślin (2001, 2014): EX (wymarły)[10].